# Martin Scholz (Basketballspieler)
Martin Scholz (* 12. Juli 1981 in Leipzig) ist ein ehemaliger deutscher Basketballspieler und -trainer.

## Werdegang
Scholz begann 1993 beim USC Leipzig mit dem Basketballsport. 2010 stieg er mit der Herrenmannschaft des USC als Tabellenzweiter der 1. Regionalliga Süd-Ost in die 2. Bundesliga ProB auf. Scholz, der ein Lehramtsstudium durchlief, trat als Leipziger Mannschaftskapitän mit den Sachsen in der dritthöchsten Spielklasse an.
In der Saison 2012/13 bestritt der 1,98 Meter große Innenspieler in der zweiten deutschen Liga, 2. Bundesliga ProA, einen Einsatz für Leipzig. Gleichzeitig war Scholz Co-Trainer. Als sich der Verein Ende Januar 2013 von Trainer Ivan Vojtko trennte, wurde Scholz zu dessen Nachfolger bestimmt. Obwohl sich die Leipziger Mannschaft unter Scholz’ Leitung im weiteren Verlauf des Spieljahres 2012/13 steigerte, stieg man aus der zweithöchsten deutschen Liga ab. Scholz blieb hernach in der 2. Bundesliga ProB Leipzigs Trainer. Im Januar 2015 gab Scholz das Traineramt aus beruflichen Gründen an den US-Amerikaner Ty Shaw ab. Scholz’ Vater Werner war Vereinsvorsitzender des USC Leipzig.